# Кууммиут
Кууммиут (гренл. Kuummiut) — основанное в 1915 году поселение в муниципалитете Сермерсоок, в восточной части Гренландии. Кууммиут населяет 331 человек (на 2013 год).

## Местоположение
Поселение расположено на восточном берегу Аммасаликского фьорда, примерно в 40 километрах к северо-востоку от Ангмагссалика и в 34 километрах к северу от Кулусука.

## Население
Население Кууммиута сократилось более чем на 27 % по сравнению с уровнем 1990 года и почти на 15 % относительно уровня 2000 года.